# Комодор Амига 4000
Комодор Амига 4000 је био кућни рачунар, производ фирме Комодор (Commodore) који је почео да се израђује у САД током 1992. године.
Користио је Motorola MC68EC030 (еко верзија 68030) или MC68040 као централни микропроцесор а RAM меморија рачунара AMIGA 4000 је имала капацитет од 2Mb CHIP RAM + 2Mb или 4Mb Fast RAM (до 16 Mb, и теоретски до 4 Gb). 
Као оперативни систем кориштен је AMIGA WorKBench 3.x, AmigaDOS 3.0.

## Историја
Amiga 4000 се појавила на тржиште у октобру 1992. најпре с процесором Motorola 68040. Незадовољавајући резултати продаје, заједно са захтевима купаца за јефтинијим моделом, резултују пуштањем у продају и слабије верзије рачунара с процесором Motorola 68030.
Почетна верзија рачунара била је у десктоп облику, а каснијим развојем настаје и усправна верзија.
Разлике између Амиге 4000 и Amige 1200 на матичној плочи практично не постоје с изузетком моћнијег процесора. Оба рачунара имају AGA графичке чипове, исти оперативни систем као и IDE прикључак за хард дискове што је у потпуној супротности с Amigom 3000 која користи у ту сврху непопуларни, скупи SCSI прикључак.
У своје доба ово рачунало постаје симбол мултимедијалног рачунала. Његова популарност у професионалне сврхе се доказује када фирма Есцом након куповине банкротираног Комодора одлучује поновно покренут производњу Amiga 1200 и Amiga 4000, док су Amiga 600 и CD32 препуштени историји.

## Детаљни подаци
Детаљнији подаци о рачунару Amiga 4000 су дати у табели испод.
|                       | |
| [ 2 ]                 | |
| Произвођач            | Комодор |
| Тип                   | кућни рачунар |
| Меморија              | 2Mb CHIP RAM + 2Mb или 4Mb Fast RAM (до 16 Mb, и теоретски до 4 Gb)                                                    |
| Поријекло             | Сједињене Америчке Државе                                                                                              |
| Година                | 1992 |
| Тастатура             | одвојива тастатура са пуним помаком тастера са 10 функцијских тастера и тастерима смјера и посебна нумеричка тастатура |
| Процесор              | |
| Фреквенција процесора | 25 |
| RAM                   | 2Mb CHIP RAM + 2Mb или 4Mb Fast RAM (до 16 Mb, и теоретски до 4 Gb)                                                    |
| ROM                   | 512 Kb |
| Текст                 | 60 x 32 / 80 x 32 |
| Графика               | од 320 x 200 до 800 x 600 или 1280 x 400 и више са оверскеном                                                          |
| Боја                  | 16,8 милиона боја |
| Звук                  | четвероканални стерео звук, 8-битни дигитално-аналогни претварачи                                                      |
| Димензије             | 15 1/4 д x 15 ш x 5 в / 20 фунти                                                                                       |
| Портови               | |
| Оперативни систем     | |